# MOM's TOUCH

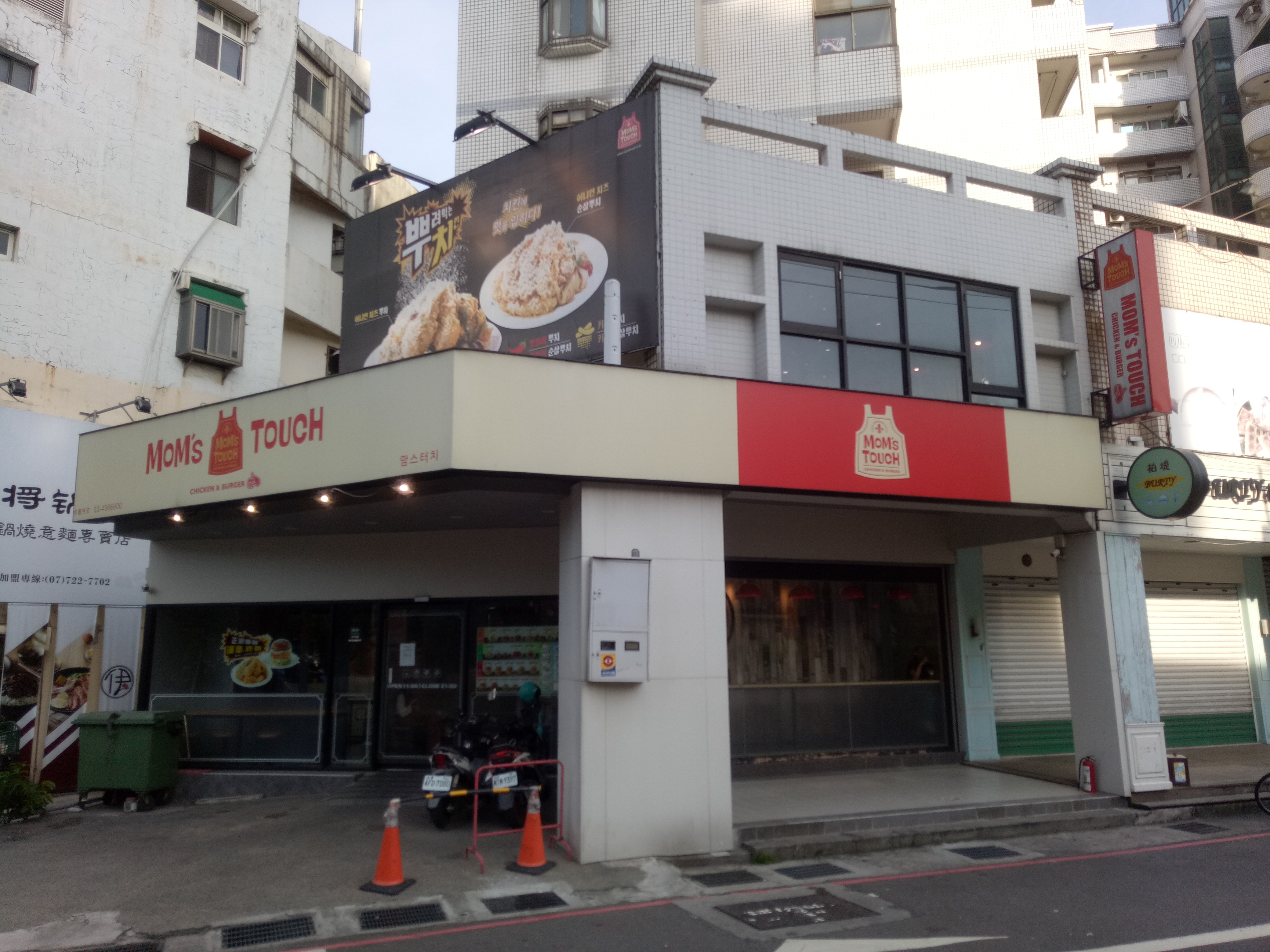
MOM's TOUCH位於臺灣中壢的分店（2020年拍攝，現已結業）

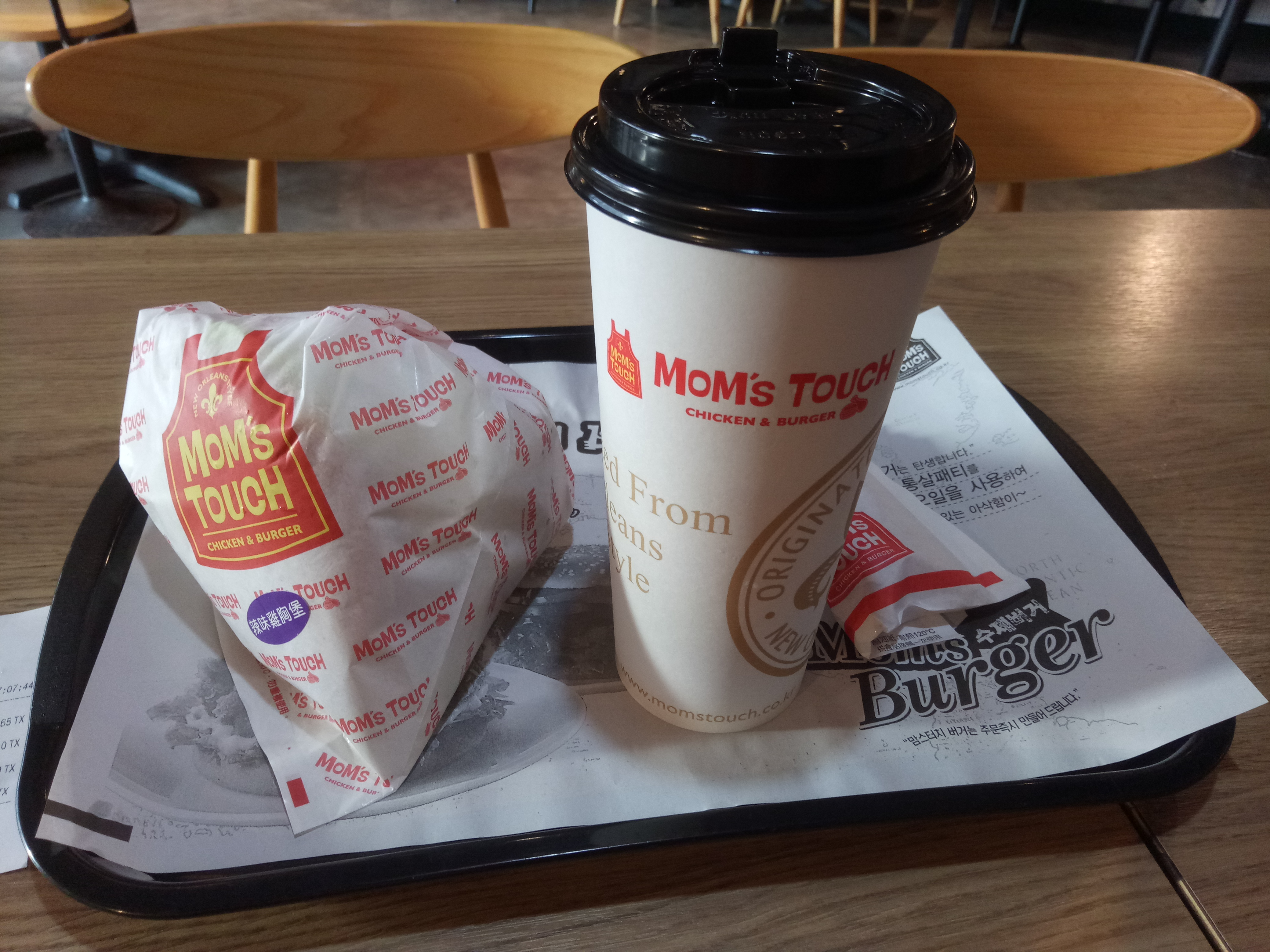
一份MOM's TOUCH的餐點

MOM's TOUCH（韓語：맘스터치）是一家總部位於韓國的漢堡連鎖店。
於2004年在首爾成立。 
截至2015年，該連鎖店在韓國擁有650多家零售店 
。MOM's TOUCH的主要產品是韓式炸雞翅、雞肉漢堡和漢堡包。2016年4月在台灣開設第一家分店，台灣現有6間分店。
2022年1月底，MOM's TOUCH退出台灣市場。
2023年10月，MOM's TOUCH进军日本市场，在东京涩谷开设了第一家直营店。